# اعلی
سوره اعلی (تلفظ: اعلا) دارای ۱۹ آیه است. آنگلیکا نویورت معتقد است آیهٔ هفتم این سوره الحاقی است چون با خصوصیات فنی آیات دیگر همگونی ندارد.

## محتوای سوره

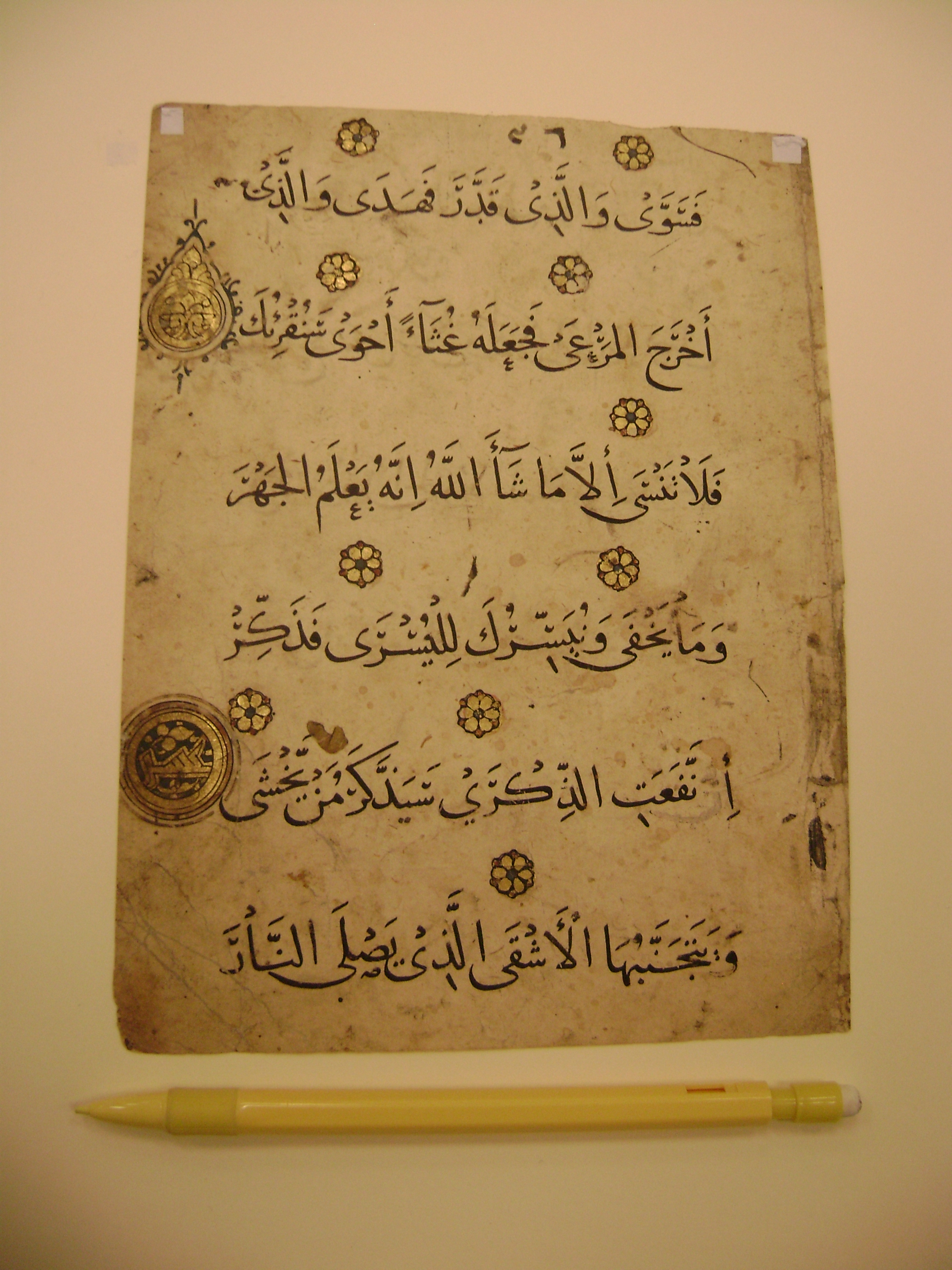
نسخه خطی از آیات سوره اعلی متعلق به عصر ممالیک

این سوره در حقیقت از دو بخش تشکیل یافته:
- بخشی که در آن روی سخن به شخص محمد است و دستوراتی را در زمینه تسبیح خدا، و ادای رسالت، به او می‌دهد، و اوصاف هفتگانه‌ای از خداوند بزرگ دراین رابطه می‌شمرد.
- و بخش دیگری که از مؤمنان خاشع، و کافران شقی، سخن به میان می‌آورد، و عوامل سعادت و شقاوت این دو گروه را به‌طور فشرده در این بخش بیان می‌کند.

و در پایان سوره اعلام می‌دارد که این مطالب تنها در قرآن نیامده‌است، بلکه در کتب و صحف پیشین، صحف ابراهیم و موسی، نیز بر آن تأکید شده‌است.

## آیات الحاقی
به گفتهٔ آنگلیکا نویورت، با توجه به سبک ادبی و کیفیت فنی سوره، آیهٔ هفتم این سوره الحاقی است؛ این آیه برخلاف آیات دیگر سوره دو بخشی است. علاوه بر آن، در آن از کلمه «الله» استفاده شده که در سوره‌های این دوره از زمانیِ قرآن به کار نرفته‌است، لذا بعداً به آن اضافه شده‌است.

## در احادیث
در حدیثی به محمد نسبت داده شده: «هرکس سوره اعلی را بخواند خداوند به عدد هر حرفی که بر ابراهیم و موسی و محمد نازل کرده ده حسنه به او عطا می‌فرماید».

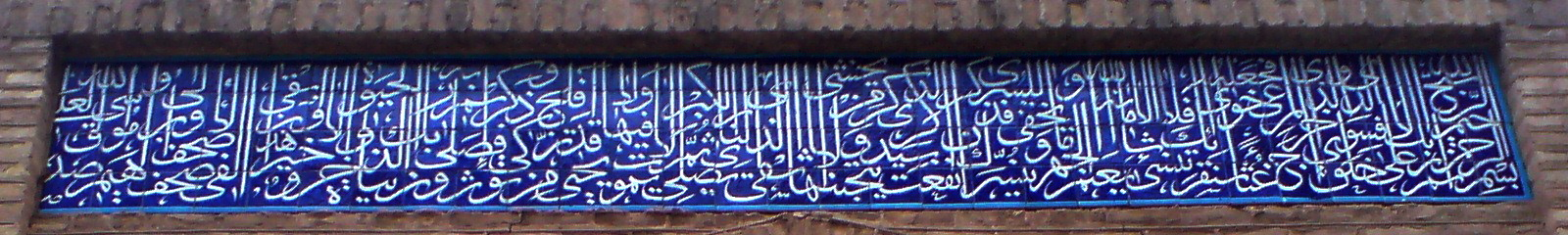
هنر کاشی کاری ایرانی سوره اعلی بر روی آرامگاه ابوعثمان مغربی در نیشابور.